# سیارک ۲۵۶۱۷
سیارک ۲۵۶۱۷ (به انگلیسی: 25617 Thomasnesch، نامگذاری:2000AN32)۲۵۶۱۷مین سیارک کشف شده‌است که در ۰۳ ژانویه ۲۰۰۰ کشف شد.